# Fuenterrobles
Fuenterrobles é um município da Espanha na província de Valência, Comunidade Valenciana. Tem 49,6 km² de área e em 2021 tinha 694 habitantes (densidade: 14 hab./km²).

## Demografia
| Variação demográfica do município entre 1991 e 2004 | Variação demográfica do município entre 1991 e 2004 | Variação demográfica do município entre 1991 e 2004 | Variação demográfica do município entre 1991 e 2004 |
| --------------------------------------------------- | --------------------------------------------------- | --------------------------------------------------- | --------------------------------------------------- |
| 1991                                                | 1996                                                | 2001                                                | 2004                                                |
| 740                                                 | 711                                                 | 706                                                 | 737                                                 |